# Skultorp
Skultorp är en tätort i Skövde kommun belägen i Norra Kyrketorps socken cirka 5 km söder om Skövde och i kanten av Billingen.
Tidigare gick riksväg 26 rakt igenom Skultorp, men den går sedan 2005 öster om Skultorp.

## Historia
20 februari 1965 inträffade en järnvägsolycka i Skultorp då ett snälltåg körde in bakifrån i ett stillastående persontåg. Vid olyckan omkom 10 personer. Olyckan medförde att SJ påskyndade arbetet med att slopa personvagnar med träkorg. Orten hade tidigare järnvägsstation.

### Befolkningsutveckling
| Befolkningsutvecklingen i Skultorp 1960–2020 | Befolkningsutvecklingen i Skultorp 1960–2020 | Befolkningsutvecklingen i Skultorp 1960–2020 | Befolkningsutvecklingen i Skultorp 1960–2020 | Befolkningsutvecklingen i Skultorp 1960–2020 |
| -------------------------------------------- | -------------------------------------------- | -------------------------------------------- | -------------------------------------------- | -------------------------------------------- |
|                                              |                                              |                                              |                                              |                                              |
| År                                           |                                              |                                              | Folkmängd                                    | Areal (ha)                                   |
| 1960                                         | 1960                                         |                                              | 1 408                                        |                                              |
| 1965                                         | 1965                                         |                                              | 2 540                                        |                                              |
| 1970                                         | 1970                                         |                                              | 2 915                                        |                                              |
| 1975                                         | 1975                                         |                                              | 3 393                                        |                                              |
| 1980                                         | 1980                                         |                                              | 3 142                                        |                                              |
| 1990                                         | 1990                                         |                                              | 3 396                                        | 253                                          |
| 1995                                         | 1995                                         |                                              | 3 464                                        | 262                                          |
| 2000                                         | 2000                                         |                                              | 3 451                                        | 259                                          |
| 2005                                         | 2005                                         |                                              | 3 534                                        | 259                                          |
| 2010                                         | 2010                                         |                                              | 3 642                                        | 269                                          |
| 2015                                         | 2015                                         |                                              | 3 644                                        | 286                                          |
| 2020                                         | 2020                                         |                                              | 3 875                                        | 309                                          |
|                                              |                                              |                                              |                                              |                                              |

## Skultorp i TV
Skultorp är känt för Sten-Åke Cederhöks och Rolf "Rulle" Lövgrens sketch om "Vägförvaltninga i Skultôrp" från 1969.

## Kända personer från Skultorp
- Lotta Bromé, programledare vid Sveriges Radio
- Robert Arrhenius, handbollsspelare